# Morris Swadesh
Morris Swadesh (Holyoke, 22 de janeiro de 1909 – Cidade do México, 20 de julho de 1967) foi um linguista, pesquisador e professor universitário norte-americano.
Especialista em linguística comparada e histórica, é conhecido pela Lista de Swadesh, um vocabulário básico que, teoricamente, seria comum em todos os idiomas. 
Nascido em Massachusetts em uma família de imigrantes judeus da Bessarábia, Morris obteve seu bacharelado e seu mestrado pela Universidade de Chicago, sob a orientação de Edward Sapir, seguindo para o doutorado por Yale, em 1933. Foi professor na Universidade de Wisconsin–Madison de 1937 a 1939, tendo trabalhado para o Exército, durante a Segunda Guerra Mundial, no Gabinete de Serviços Estratégicos. Com o fim da guerra, tornou-se professor da City College of New York, mas foi demitido em 1949 por ser membro do Partido Comunista dos Estados Unidos. Depois disso, foi professor no Canadá e no México.
Morris tinha especial interesse pelas línguas indígenas das Américas e conduziu extenso trabalho de campo em toda a América do Norte. Foi um dos pioneiros da glotocronologia e da léxico-estatística, e é conhecido por sua criação da Lista de Swadesh, uma compilação de conceitos básicos que se acredita estarem presentes em todas as culturas e, portanto, adequados para comparação interlinguística. Morris acreditava que suas técnicas poderiam descobrir as profundas relações entre línguas aparentemente não relacionadas, permitindo assim a identificação de macrofamílias e possivelmente até de uma língua "proto-humana". Suas teorias são frequentemente controversas e algumas foram reprovadas por linguistas posteriores.

## Biografia
Morris nasceu em 1909 na cidade de Holyoke. Seu pais, judeus da Bessarábia, falavam vários idiomas e Morris cresceu falando iídiche, um pouco de russo e inglês. Desde pequeno, aprendeu o ofício de impressão com seu pai. Ingressou na Universidade de Chicago, onde começou a estudar com o linguista Edward Sapir, que o apresentou tanto ao estudo das línguas indígenas americanas quanto à linguística geral no contexto da antropologia. Na faculdade, pode estudar outros idiomas, como o alemão e o francês. Também estudou filologia indo-europeia com Carl Darling Buck e Leonard Bloomfield e familiarizou-se com a linguística moderna com Sapir e Bloomfield. Neste último, ele também foi fortemente influenciado pela escola de Praga do final dos anos 1920 e início dos 1930.
Morris fez seu mestrado com Sapir em Chicago, e com Sapir foi para a Universidade Yale, que na época se tornava o centro mais atraente na área de linguística nos Estados Unidos. Nesta universidade, defendeu o doutorado em 1933, com uma tese sobre a língua Nootka, e terminou seus estudos com a geração de linguistas representada por Mary Haas, de Universidade da Califórnia em Berkeley, e Stanley Newman, na Universidade do Novo México.

## Carreira
Na década de 1930, Morris conduziu um extenso trabalho de campo sobre mais de 20 línguas indígenas das Américas, com viagens ao Canadá, México e pelos Estados Unidos. Trabalhou mais com a língua Chitimacha, uma língua isolada, agora extinta, dos povos indígenas da Louisiana. Suas notas de campo e publicações subsequentes constituem a principal fonte de informação sobre esta língua extinta. Também conduziu trabalhos de campo sobre as línguas Menominee e Mahican, em Wisconsin e Nova York, respectivamente; ambos fazem parte da família linguística algonquina.
Moris lecionou linguística e antropologia na Universidade de Wisconsin-Madison de 1937 a 1939. Durante esse período, idealizou e organizou o altamente original Projeto de Língua e Folclore Oneida. Este programa contratou mais de uma dúzia de nativos Oneida em Wisconsin para um projeto da Works Progress Administration (WPA) (sob a administração de Franklin D. Roosevelt) para gravar e traduzir textos na língua Oneida. (Os Oneida foram historicamente uma das cinco nações da Confederação dos Iroqueses, com seu território localizado no centro do estado de Nova York, mas alguns se mudaram para Wisconsin no século XIX.) Neste mesmo período, em outros projetos WPA, os escritores gravavam histórias e guias estaduais, e pesquisadores coletavam histórias orais de afro-americanos que nasceram na escravidão antes do fim da Guerra de Secessão.
Morris deixou a universidade pouco antes de começar o projeto de fato. Floyd Lounsbury, estudante sob sua orientação, foi indicado para terminá-lo. Lounsbury continuou seus estudos em linguística, depois lecionando na Faculdade de Antropologia e Linguística da Universidade Yale.
Em maio de 1939, Morris mudou-se para o México, onde foi contratado para ajudar o governo do presidente Lázaro Cárdenas na educação e alfabetização dos povos indígenas do país. Morris aprendeu a língua purépecha neste trabalho. Junto de professores das escolas rurais, Morris trabalhou em vilas indígenas, ensinando às pessoas a primeiro ler em seus próprios idiomas, antes de ensiná-los o espanhol. Morris trabalhou com os povos Tarahumaras, Purépechas e os Otomis.
Em menos de um ano, Morris também aprendeu o espanhol e tornou-se fluente o suficiente para dar uma série de palestras sobre linguística na Universidad Michoacana de San Nicolás de Hidalgo. Nesta época, Morris também publicou seu primeiro livro em espanhol, La Nueva Filologia, em 1941.
De volta aos Estados Unidos no começo da Segunda Guerra Mundial, Morris trabalhou em projetos militares para o Exército e para o Gabinete de Serviços Estratégicos, de modo a compilar e organizar referências em espanhol, russo, chinês e birmanês. Também redigiu manuais de alfabetização em russo e em chinês para as tropas norte-americanas. Serviu em Burma, onde aprendeu um dos idiomas Naga da região, ao lado do então tenente Roger Hilsman, que se tornaria secretário de Estado adjunto dos Estados Unidos para Assuntos do Leste Asiático e Pacífico.
Em maio de 1949, Morris foi demitido da City College of New York (CCNY) sob a acusação de ser comunista, em meio ao pânico moral da ameaça vermelha, que mirou em vários antropólogos e outros acadêmicos durante a Era McCarthy. Morris de fato fora membro do Partido Comunista, divisão de Denver, e fora membro ativo do movimento contra a execução de Julius e Ethel Rosenberg. Morris permaneceu no país até 1954, auxiliado pelos fundos da American Philosophical Society da Filadélfia.

## Últimos anos
Em 1956, Morris retornou ao México, onde se tornou pesquisador da Universidade Nacional Autônoma do México, lecionando linguística na Escola Nacional de Antropologia e História, na Cidade do México. Em 1966, foi indicado como professor de linguística geral da Universidade de Alberta, no Canadá, onde idealizou um novo projeto de pesquisa na área. Neste mesmo ano, viajou para Gana, onde estudou a língua mampruli e lecionou linguística na Universidade de Gana.

## Morte
Morris revisava seu último livro quando teve um infarto fulminante em 20 de julho de 1967 e morreu aos 58 anos, na Cidade do México.

## Publicações
- Swadesh, Morris; Sapir, Edward (1932).  Morris, Alice V., ed. The Expression of the Ending-Point Relation in English, French, and German. Col: Language Monographs No. 10. Baltimore: Linguistic Society of America. 125 páginas. OCLC 1400339
- Swadesh, Morris (1933). The Internal Economy of the Nootka Word (Tese de PhD). Yale University. OCLC 55489866
- Swadesh, Morris (1934). «The Phonemic Principle a Language». Language. 10. ISSN 0097-8507. JSTOR 409603. OCLC 5552875275. doi:10.2307/409603
- Swadesh, Morris (1937). «A Method for Phonetic Accuracy and Speed». American Anthropologist. 39 (4): 728–732. ISSN 0002-7294. OCLC 5549225298. doi:10.1525/aa.1937.39.4.02a00440
- Swadesh, Morris; Sapir, Edward (1939). Nootka Texts. Tales and Ethnologic Narratives. Col: William Dwight Whitney Linguistic Series. Philadelphia: Linguistic Society of America. OCLC 5254767
- Swadesh, Morris (1940). Orientaciones Lingüísticas para Maestros en Zonas Indígenas (em espanhol). Mexico: Departamento de Asuntos Indígenas de la República Mexicana. 77 páginas. OCLC 419279
- Swadesh, Morris (1940).  Lounsbury, F.; Archequette, Oscar, eds. OnΔyo-da?a.ga. Deyelihwahgwa.ta [Oneida Hymn Book] (em Oneida). Oneida, Wisconsin: [s.n.] 100 páginas
- Swadesh, Mauricio (1941). La Nueva Filología. Col: Biblioteca del Maestro No. 4 (em espanhol). Mexico: El Nacional. 288 páginas. OCLC 3895563
- Swadesh, Morris (1944). How to Pick up a Foreign Language. Washington, D.C.: Office of Strategic Services. 14 páginas
- Swadesh, Morris (1945). Talking Russian before you know it. New York: H. Holt and Company. 134 páginas. OCLC 1225155
- Swadesh, Morris (1945). The Words you Need in Burmese. Washington, D.C.: Office of Strategic Services. 35 páginas
- Swadesh, Morris (1948). Chinese in your Pocket. New York: H. Holt and Company. 185 páginas. OCLC 1414110 Reprinted 1964 with the title Conversational Chinese for Beginners.
- Swadesh, Morris (1950). «Salish internal relationships». International Journal of American Linguistics. 16 (4): 157–167. ISSN 0020-7071. JSTOR 1262898. OCLC 5546476900. doi:10.1086/464084
- Swadesh, Morris (1951). Basic Vocabulary of Glottochronology (Mimeo). Denver: [s.n.]
- Swadesh, Morris (1952). «Lexico-statistic dating of prehistoric ethnic contacts». Proceedings of the American Philosophical Society. 96: 452–463. JSTOR 3143802
- Swadesh, Morris (1954). Amerindian Non-Cultural Vocabularies. Denver: [s.n.] OCLC 80278568
- Swadesh, Morris (1955). «Towards greater accuracy in lexicostatistic dating». International Journal of American Linguistics. 21 (2): 121–137. ISSN 0020-7071. JSTOR 1263939. OCLC 6822154981. doi:10.1086/464321
- Swadesh, Morris (1955). Amerindian Non-Cultural Vocabularies Revised ed. Denver: [s.n.] OCLC 41054226
- Swadesh, Morris; Sapir, Edward (1955). Native Accounts of Nootka Ethnography. 1. Bloomington: Indiana University Research Center in Anthropology, Folklore and Linguistics. 457 páginas. OCLC 2326833
- Swadesh, Morris; Castro, A.; Pedraza, J.; Wallis, E. (1956). Los Otomíes hablamos en Castellano (Mimeo) (em espanhol). Mexico: Patronato Indígena del Valle del Mezquital e Instituto Lingüístico de Verano. 21 páginas
- Swadesh, Morris (1956). Juegos para Aprender Castellano (em espanhol). Mexico: Instituto Indigenista Interamericano
- Swadesh, Morris (1957). Términos de Parentesco Comunes entre Tarasco y Zuñi. Col: Antropológica (em espanhol). 3. Mexico: Cuadernos del Instituto de Investigaciones Históricas de la Universidad Nacional Autónoma de México. 39 páginas. OCLC 4322563
- Swadesh, Morris (1959). «Linguistics as an Instrument of Prehistory». Southwestern Journal of Anthropology. 15: 20–35. ISSN 0038-4801. OCLC 5546689895. doi:10.1086/soutjanth.15.1.3629001
- Swadesh, Morris (1959). Mapas de Clasificación Lingüística de México y las Américas. Col: Antropológica (em espanhol). 6. Mexico: Cuadernos del Instituto de Investigaciones Históricas de la Universidad Nacional Autónoma de México. OCLC 6348889
- Swadesh, Morris (1959). Indian Linguistic Groups of México. Mexico, D.F.: Escuela Nacional de Antropología e Historia. OCLC 6886339
- Swadesh, Morris (1959–1960). Materiales para un Diccionario Comparativo de las Lenguas Amerindias. [S.l.: s.n.]
- Swadesh, Morris (1960). La Lingüística como Instrumento de la Prehistoria (em espanhol). 9. Mexico: Instituto Nacional de Antropología e Historia, Dirección de Prehistoria. OCLC 1024559016
- Swadesh, Morris; Sapir, Edward (1960). Yana Dictionary. Berkeley: University of California Press. OCLC 568976
- Swadesh, Morris (1960). Tras la Huella Lingüística de la Prehistoria. Col: Suplemento del Seminario de Problemas Científicos y Filosóficos, 2 (em espanhol). 26. Mexico D.F.: Universidad Nacional de México. OCLC 432897137
- Swadesh, Morris (1960). Estudios sobre Lengua y Cultura. Col: Acta Antropológica (em espanhol). Segunda Época, II-2. Mexico D.F.: Escuela Nacional de Antropología e Historia. OCLC 1120282110
- Swadesh, Morris (1963). Proyecto de Libro de Lectura y de Cuaderno de Trabajo de Lengua Nacional para 6º (em espanhol). Mexico: [s.n.]
- Swadesh, Morris; Arana Osnaya, Evangelina (1965). Los Elementos del Mixteco Antiguo (em espanhol). Mexico: Instituto Nacional Indigenista, Inst. Nacional de Antropología e Historia. OCLC 253303664
- Swadesh, Morris; Álvarez, María Cristina; Arzápalo, Ramón; Bastarrachea, Juan R. (1965–1968). Diccionario de Elementos de la Lengua Maya (em espanhol). Mexico: Seminario de Estudios de la Escritura Maya, Universidad Nacional Autónoma de México
- Swadesh, Mauricio (1966). El lenguaje y la vida humana (em espanhol). [S.l.]: Fondo de Cultura Económica. ISBN 9789681609863
- Swadesh, Mauricio; Sancho, Madalena (1966). Los Mil Elementos del Mexicano Clásico. Base Analítica de la Lengua Nahua (em espanhol). Mexico: Instituto de Investigaciones Históricas de la UNAM. OCLC 3170252
- Swadesh, Mauricio; Chuairy, María; Gómez, Guido (1966). El Árabe Literario (em espanhol). Mexico: El Colegio de México. OCLC 32149279
- Swadesh, Morris; Arana, Evangelina (1967). Diccionario Analítico de la Lengua Mampruli (em espanhol). Mexico: Museo de las Culturas. OCLC 651303144
- Swadesh, Morris (1968). Elementos del Tarasco Antiguo (em espanhol). [S.l.]: Instituto de Investigaciones Históricas de la UNAM
- Swadesh, Morris (1968). La Nueva Filología. Col: Colección Obras de Mauricio Swadesh editadas por sus Alumnos (em espanhol). 1 2nd ed. Mexico, D.F.: E. Arana Swadesh. OCLC 1105402796
- Swadesh, Morris (1971). The Origin and Diversification of Language. Chicago: Aldine. ISBN 9780202010014 – via Archive.org